# Antonín Novák (architekt)
Antonín Novák (* 23. září 1963 Brno) je český architekt a vysokoškolský pedagog na VUT Brno a Technické univerzity v Liberci.

## Biografie
Narodil se v Brně, kde vystudoval gymnázium a následně i Fakultu architektury VUT, kde byl přijat v roce 1981 a své studium obhájil diplomovou prací na katedře občanských staveb studií obchodního domu do Znojma. Po skončení základní vojenské služby nastoupil v roce 1988 jako projektant do brněnské pobočky Obchodního projektu. Zde se podílel na studiích a prováděcích projektech prodejen do moravských vesnic, ale v roce 1989 odchází do družstva Stavoprogres. Po Sametové revoluci odchází do Rakouska, kde v roce 1991 pracuje ve Vídni v kanceláři architekta Wilhelma Holzbauera a podílí se na vypracování plánů na Administrativní středisko IBM a na Správním centru Austria bank ve Vídni. Díky tomu získal v roce 1993 osvědčení o autorizaci České komory architektů a zakládá s Petrem Valentou projekční kancelář Atelier D.R.N.H..
Následující rok se stal členem Vědecké a umělecké rady děkana FA VUT Brno a Obce architektů, kde byl do roku 1996. Od roku 2001 do 2007 působil jako externí pedagog na fakultě architektury v Brně, kde s ostatními kolegy vedl ateliérovou tvorbu diplomantů a účastnil se jako člen poroty státnicových a bakalářských zkoušek i architektonických soutěží. V roce 2006 se stal členem Rady studijního programu na téže fakultě a také členem redakční rady časopisu Koncept. Následující rok byl na rok jmenován vedoucím Ústavu navrhování I. na FA VUT a spolu s kanceláří Kuba & Pilař architekti založili Cenu Johna Hejduka, kde se oceňuje nejlepší bakalářské práce studentů FA VUT Brno. Od roku 2008 je členem Akademie architektury a od 2010 je na Fakultě umění a architektury Technické univerzity v Liberci vedoucím Ateliéru navrhování. Habilitoval v roce 2012 na ČVUT v Praze a téhož roku se stal zástupcem člena Komise pro posuzování projektové dokumentace Ministerstva školství, mládeže a tělovýchovy. Od roku 2015 byl členem Správní rady Nadace Proměny Karla Komárka.
Díla Atelieru D.R.N.H. byla třikrát nominována na Award Mies van der Rohe za Českou republiku, získaly titul Grand Prix architektů, Stavba roku, obsadili 3. místo v soutěži na český pavilon světové výstavy Expo 2010 v Šanghaji a jako první se Antonín stal Architektem roku.

## Realizované projekty, výběr
Pracoval nebo spolupracoval na těchto projektech:
- 2001 – rekonstrukce Knihovny Jiřího Mahena
- 2001 – Provozní budova dopravního podniku města Brna
- 2003 – Bytový dům Bezručova 19, Brno
- 2003 – Rekonstrukce kaple sv. Kunhuty ve Vojenské nemocnici Brno
- 2004 – Rekreačně sportovní areál Kraví hora v Brně
- 2005 – Rekonstrukce objektu bývalé továrny Vaňkovka
- 2006 – Bytové domy Neumannova
- 2006 – rekonstrukce Divadla Reduta v Brně
- 2006 – Domy s pečovatelskou službou Hybešova Brno
- 2007 – Bytové domy Krutec
- 2010 – Krytý bazén v Litomyšli
- 2012 – Národní centrum zahradní kultury v Kroměříži
- 2017 – Bytový dům Meandr Brno